# Dolby 3D

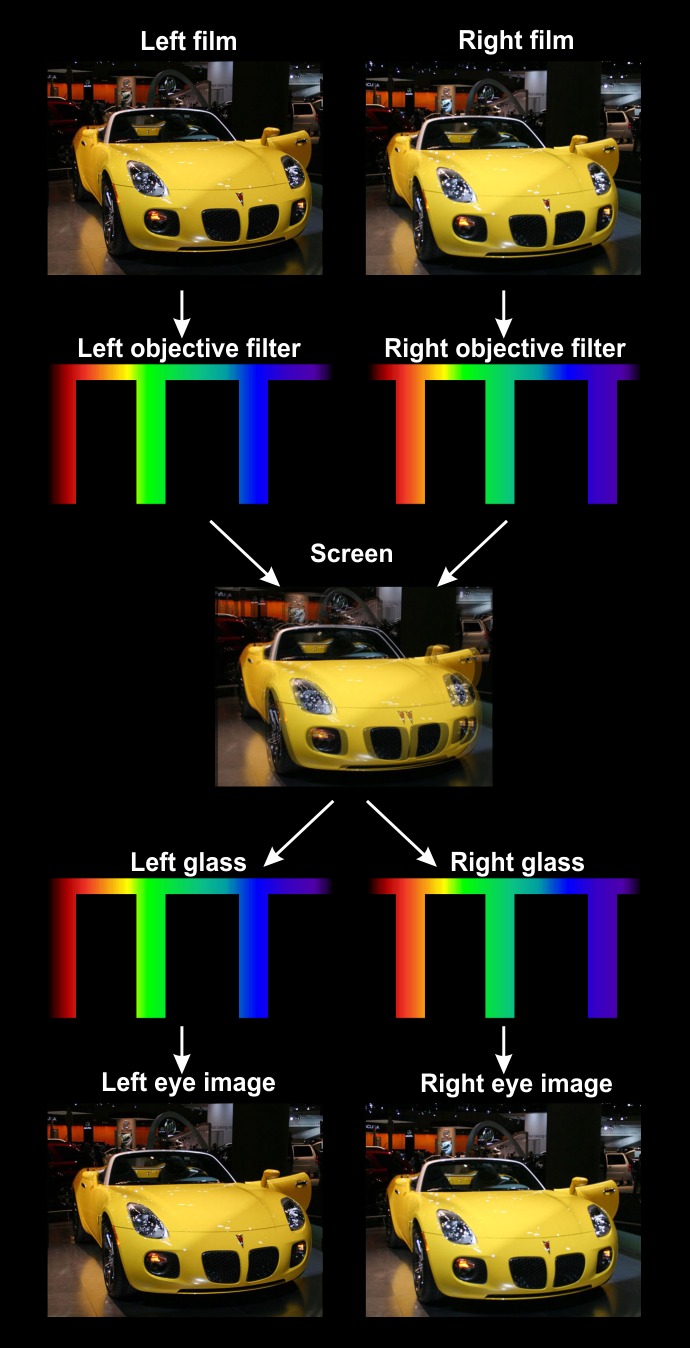
Funktionsprinzip der Farbtrennung

Dolby 3D (früher bekannt als Dolby 3D Digital Cinema) ist ein digitales 3D-Projektionsverfahren von Dolby Laboratories, Inc. Ein Vorteil gegenüber Polarisationsverfahren liegt darin, dass keine spezielle Silberleinwand erforderlich ist, was die Kosten für die Kinobetreiber erheblich reduziert. Bei Kopfneigungen des Zuschauers treten auch keine Nachteile für den 3D-Effekt auf, die es bei linearer Polarisation gibt.
Mit der gleichen Bezeichnung wird seit 2012 in Zusammenarbeit mit Philips-Forschern eine 3D-TV-Display-Technik ohne 3D-Brillen (autostereoskopisch) entwickelt.

## Technologie
In dem Projektor, zwischen dem Lampengehäuse und der Projektionseinheit, ist ein spezieller Filter installiert, der für normale 2-D-Wiedergabe auch entfernt werden kann. Die Zuschauer tragen für den 3-D-Effekt spezielle passive Brillen. Diese Brillen sind teurer als Polarisationsfilterbrillen und werden deshalb von den Kinos meist verliehen, nach Gebrauch gereinigt und mehrfach verwendet. Die Technik für den 3-D-Effekt heißt Interferenzfiltertechnologie und wurde von Dolby von der deutschen Firma Infitec GmbH (Akronym für Interferenzfiltertechnik) lizenziert.
Wie bei den Polarisationsverfahren gibt es auch bei Dolby 3D die Möglichkeit, zwei Projektoren mit fest installiertem Filter einzusetzen oder einen Projektor mit 144 Hz zu betreiben. In letzterem Fall wird anstelle eines festen Filters ein Filterrad (ähnlich dem Farbrad bei Ein-Chip-DLP-Beamern) eingesetzt, welches mit 72 Umdrehungen je Sekunde rotiert. Dadurch werden abwechselnd Bilder für das rechte und das linke Auge projiziert.

## Interferenzfiltertechnologie
Der Lichtfilter trennt das Licht der Grundfarben Rot, Grün und Blau in jeweils zwei verschiedene Wellenlängenbereiche.
Durch trennscharfe Interferenzfilter in der Brille wird dafür gesorgt, dass jedes Auge nur die zugehörigen Bereiche des Spektrums zu sehen bekommt. Die durch das Abweichen der Grundfarben entstehenden Unterschiede in der Farbwahrnehmung für das linke und rechte Auge werden vor der (Digital-)Projektion projektorintern korrigiert, damit durch Metamerie bei beiden  Augen ein identischer Farbeindruck entsteht. Aufgrund der Winkelabhängigkeit von Interferenzfiltern muss der Dolby-3D-Filter im Innern des Projektors platziert sein, an einer Stelle zwischen Lampe und Projektionseinheit. Dies erschwert die Nachrüstung von Heimkinoprojektoren und ist neben der erforderlichen Farbkorrektur der Hauptgrund, dass diese Technik im Heimbereich kaum verbreitet ist.